# Artiom Chadżybiekow
Artiom Aleksandrowicz Chadżybiekow (ros. Артём Александрович Хаджибеков, ur. 20 kwietnia 1970), rosyjski strzelec sportowy. Dwukrotny medalista olimpijski.
Specjalizuje się w strzelaniu z karabinku. Brał udział w czterech igrzyskach (IO 96, IO 00, IO 04, IO 08), na dwóch zdobywał medale. W 1996 triumfował w karabinie pneumatycznym na dystansie 10 metrów, cztery lata później był drugi w tej samej konkurencji. Był medalistą mistrzostw świata w różnych konkurencjach, zarówno indywidualnie (złoto: 10 m w 1998, trzy pozycje w 2006), jak i w drużynie.